# 古抄本

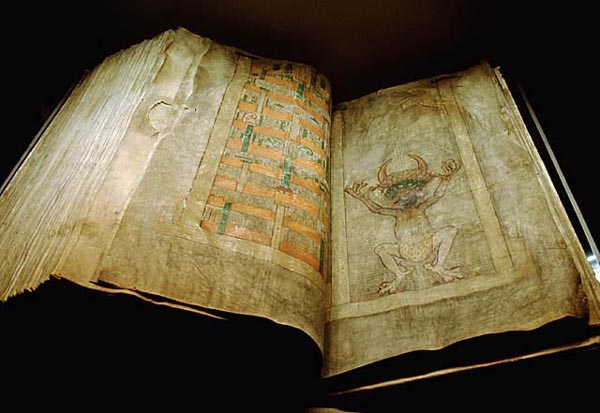
《魔鬼圣经》（13世纪波西米亚手抄册）

古抄本（複數： /ˈkoʊdɪsiːz/）或逕作抄本，又称古写册、手抄册、册装抄本、册子本、册本、稿册，是古代的册页装手写书，可视为现代书籍的雏形，一般认为是由罗马人於公元1世纪创造，當時尚使用牛皮、纸莎草或其他材料而非纸张制作。「codex」一詞指手写的古代书册，其装订方式是将书页堆叠在一起，并通过各种方法固定一套封边，其形式类似于现代书籍装订。现代书籍分为平装书（或平装书）和精装书。历史上更为装订被称为宝藏装订（「treasure binding」，是在书籍封面使用金银、珠宝、象牙进行制作的豪华书籍封面）。至少在西方世界，对于长篇文书来说，手抄册的主要替代品是卷轴，后者是古代世界文书的主导形式。某些像手风琴一样可以连续折叠的非西方文书，特别是玛雅手抄本和阿兹特克手抄本，也被称为codex，它们实际上是长页纸张或动物皮折叠成的页面。中国唐代、日本平安时代的经折装是用纸制成的手风琴式手抄册页。
冊頁裝（codex form）是由古罗马人从蜡片发展出的。此後，卷轴被手抄冊逐渐替代，这被称为印刷机发明之前书籍制作方面的最重要的进步。冊頁裝改变了书籍本身的形式，并提供了一种从那时起一直延续至今的形式。 手抄冊的传播通常与基督教的兴起有关，基督教很早就采用了《圣经》的格式。 手抄冊于公元 1 世纪被当时的罗马诗人马提亚尔首次记录，并称赞其使用便捷；在公元 300 年左右，手抄冊在数量上与卷轴持平；到公元六世纪，在当时的基督教化的希腊-罗马世界中，手抄冊完全取代了卷轴。

## 词源和起源

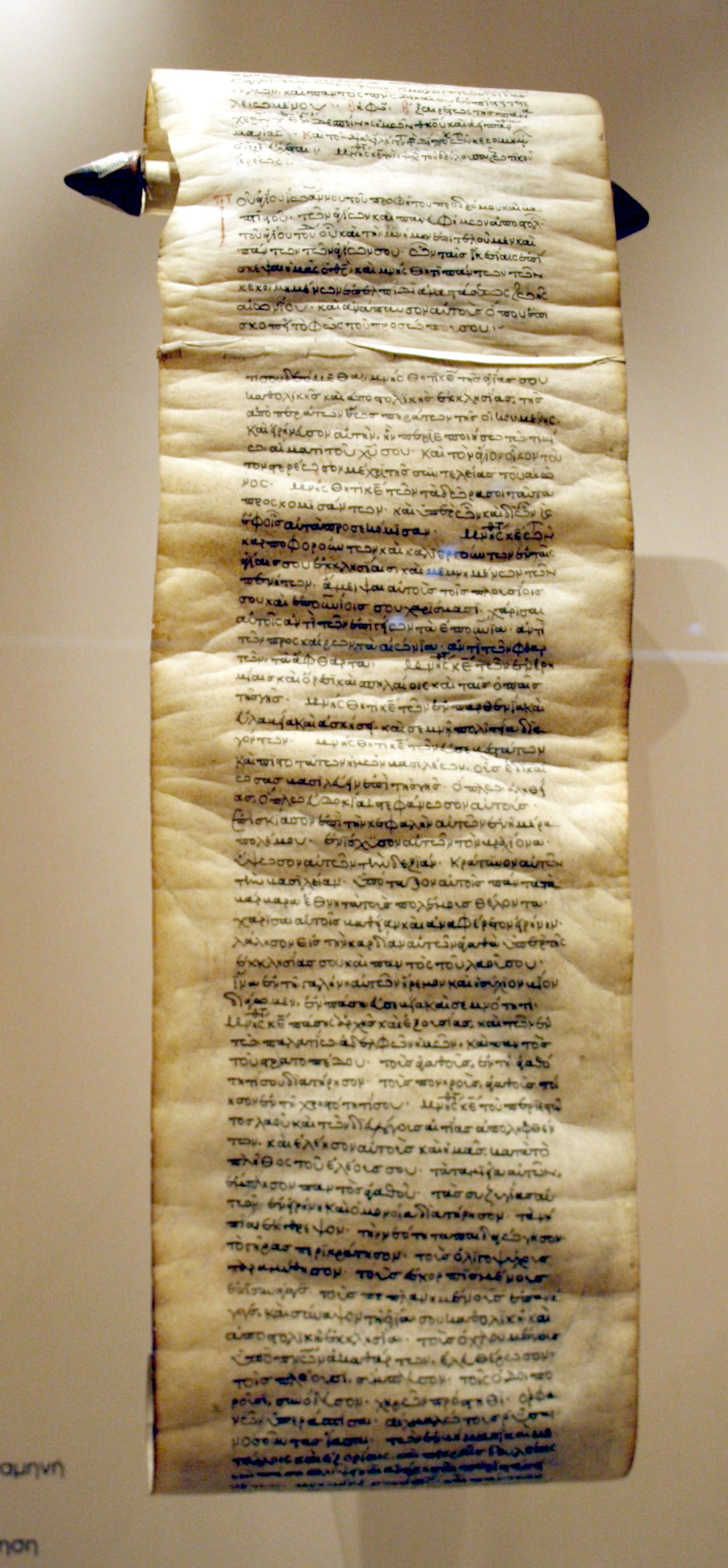
卷轴(scroll)是一种文件形式，在罗马帝国晚期被手抄冊所取代。

Codex 这个词源自拉丁语caudex ，意思是“树干”、“木块”或“书”。手抄冊几乎在发明之初就开始取代卷轴，尽管新的发现使其历史增加了三个世纪（见下文）。在埃及，到了五世纪，根据现存的例子，手抄冊的数量以十比一的比例超过卷轴。到了六世纪，卷轴作为文学媒介几乎消失匿迹。 从卷轴到抄本的这一转变大致与从纸莎草到羊皮纸作为首选书写材料的过渡相吻合，但两者的发展并没有联系。事实上，抄本和卷轴与纸莎草和羊皮纸的任何组合在技术上都是可行的，在历史记录中也很常见。 
技术上来说，即使是现代笔记本和平装本也是codex，但出版商和学者保留该术语来指代从古代晚期到中世纪制作的手寫(manuscript)冊頁裝書籍。对这些手稿的学术研究有时被称为典学 (codicology)。对古代文献的研究一般称为古文字学。 
与其他书籍形式相比，冊頁裝具有相当大的优势：具有紧凑性、坚固性，通过使用双面（书籍的左页和右页）来经济地使用材料，易于获取和参考（与卷轴不同，冊頁裝可以随时获取资源，而不用必须按照卷轴的顺序获取信息）。 

## 历史

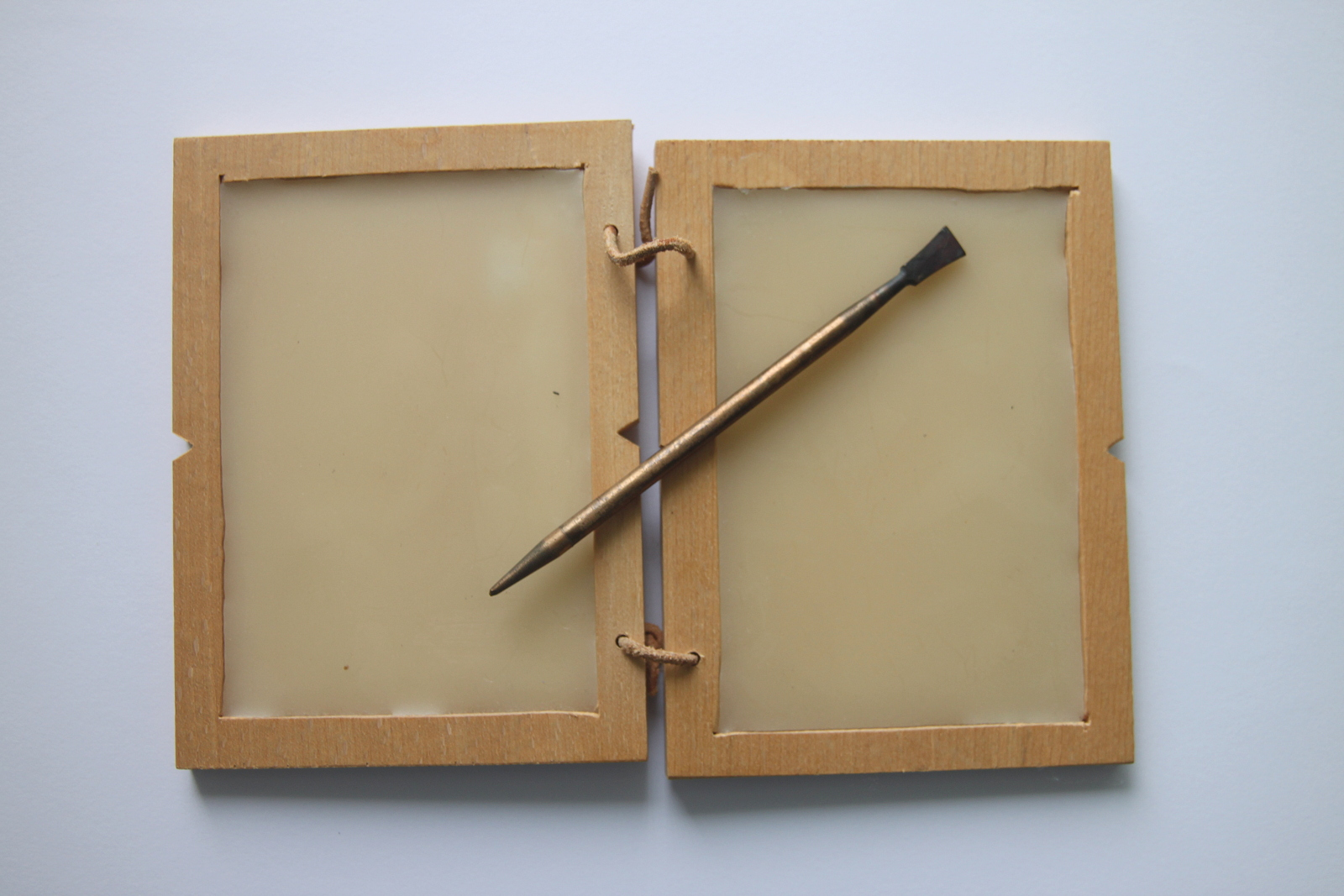
罗马风格的蜡板（复制品），冊頁裝就是从它演变而来的。

罗马人使用蜡板的前身来记笔记和进行其他非正式的书写，这种蜡包木板可以被重复使用。在赫库兰尼姆古城出土的两幅古代 polyptych（是一种艺术形式，应翻译为“多联画”，可参考双联画词条），包括五联画(pentaptych)和八联画(octoptych)，这两幅作品使用了独特的连接系统，这种系统预示了后来缝上的带子或绳索。[page range too broad] 格拉茨大学的一项发现显示，以抄本形式使用纸莎草的首个证据来自埃及托勒密时期。
尤利乌斯·凯撒可能是第一个将卷轴缩小为使用装订页面的笔记本形式的罗马人，甚至可以被称为纸莎草冊子本。公元一世纪之交，一种在拉丁语中被称为pugillares membranei的折叠式羊皮纸笔记本在罗马帝国开始普遍被用于书写。 Theodore Cressy Skeat （曾任大英博物馆图书管理员）推测，这种形式的笔记本是在罗马被发明的，然后迅速传播到近东。 
古典拉丁诗人马提亚尔的一些作品中描述了抄本。他写了一系列五对句，是罗马人在农神节期间交换的文学礼物。其中三本书被马提亚尔特别描述为冊頁裝；并称赞其形式的简明（相对于卷轴），以及在旅途中阅读这样一本书的便捷。马提亚尔在另一首诗中，宣传了他作品的新版本，特别指出它是作为冊頁裝制作的，比卷轴占用的空间更小，且单手握起来更舒服。根据Theodore Cressy Skeat的说法，这可能是首个已知的以抄本形式出版文学作品整版（而不仅是一个副本）的案例，尽管这可能是一个会持续很久的孤例。

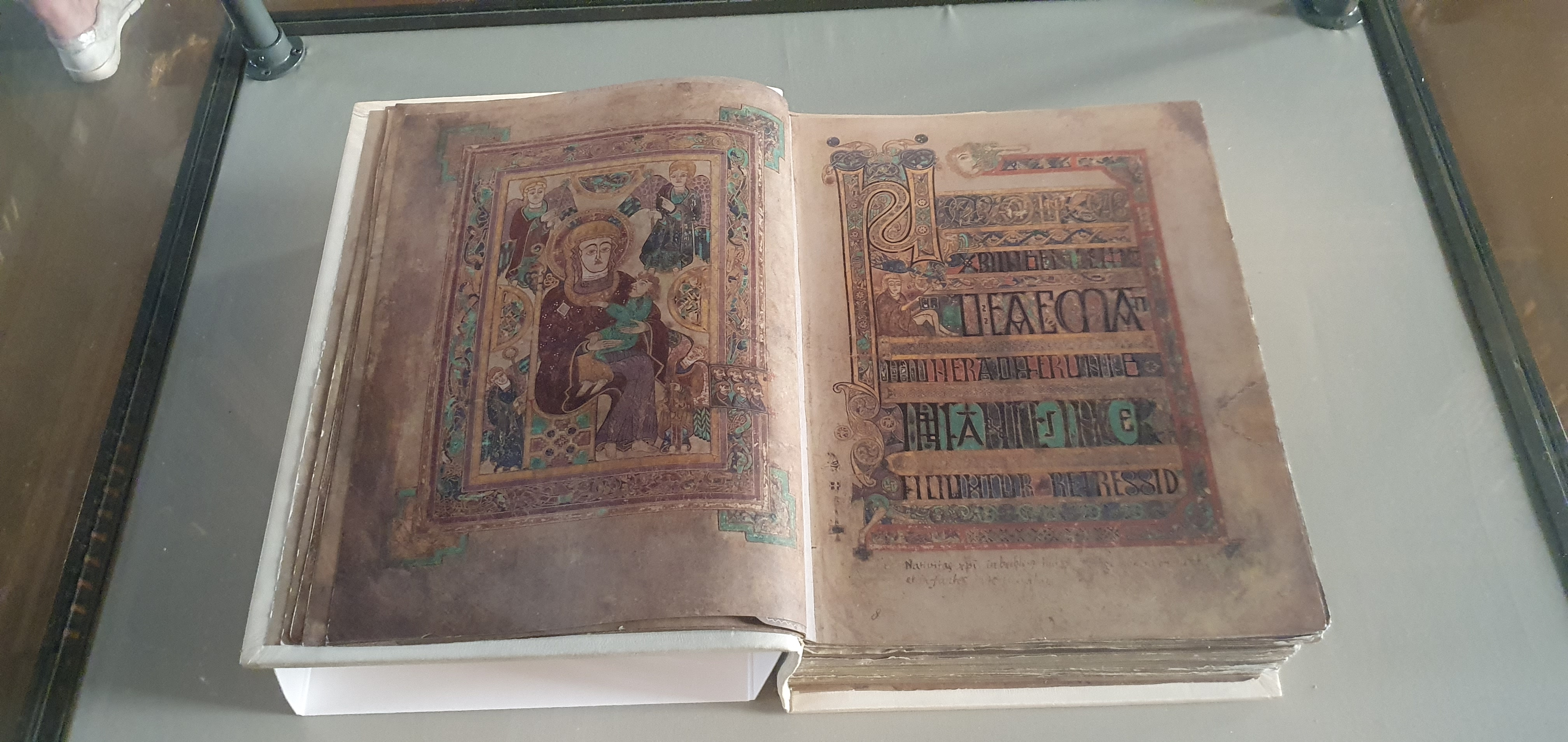
《凯尔经》是中世纪时期手抄冊的一个例子。

在讨论埃及俄克喜林库斯现存的最早的羊皮纸冊子本之一时，Eric Turner似乎挑战了Theodore Cressy Skeat的观点：“它的存在本身就证明了这种书籍形式有一个前史”，并且对这种书籍形式的早期实验很可能发生在埃及之外。” 早期的羊皮纸或纸莎草抄本似乎被广泛用作个人笔记本，例如记录发出的信件的副本（Cicero Fam. 9.26.1）。早期的抄本并不总是具有连贯性。它们通常包含多种语言、各种主题甚至多个作者。 “这些抄本本身就形成了图书馆。” 羊皮纸笔记本页面“更耐用，可以折叠和多张缝合”。不再需要书写的羊皮纸通常会被清洗或刮擦以供重复使用，从而形成重写本(palimpses)；被删除的文本通常可以恢复，但它比替换它的新文本更旧，而且通常更有趣。因此，手抄冊中的文字通常被认为是非正式的和无常的。  羊皮纸（动物皮）价格昂贵，因此它主要供有钱有势的人使用，且他们也有能力支付文字设计和颜色的费用。 “[中世纪晚期]的官方文件和豪华手稿是用金银墨水写在羊皮纸上……用昂贵的紫色颜料染色或绘制的，作为皇权和财富的表达。” 
早在 2 世纪初，就有证据表明手抄冊（通常是纸莎草纸）是基督徒首选的形式。在赫库兰尼姆莎草纸别墅(Villa of the Papyri)的图书馆（毁于公元 79 年），所有（希腊文学）的文本都是卷轴（参见赫库兰尼姆纸莎草纸）。然而，在约公元 390 年的拿戈玛第经集中，所有文本（诺斯底教）都是手抄冊。尽管有这样的比较，来自埃及俄克喜林库斯的狄摩西尼的《De Falsa Legatione》的非基督教羊皮纸手抄本残片表明，现存的证据不足以断定基督徒在早期手抄冊的发展中是否发挥了主要或核心作用，或者他们只是采用了这种格式来区别于犹太人。
现存最早的抄本片段来自埃及，其日期（总是暂定的）是在一世纪末或二世纪上半叶。这组包括赖兰兹图书馆纸莎草纸 P52 (Rylands Library Papyrus P52)，其中包含圣约翰福音的一部分，年代可能在 125 至 160 年间。

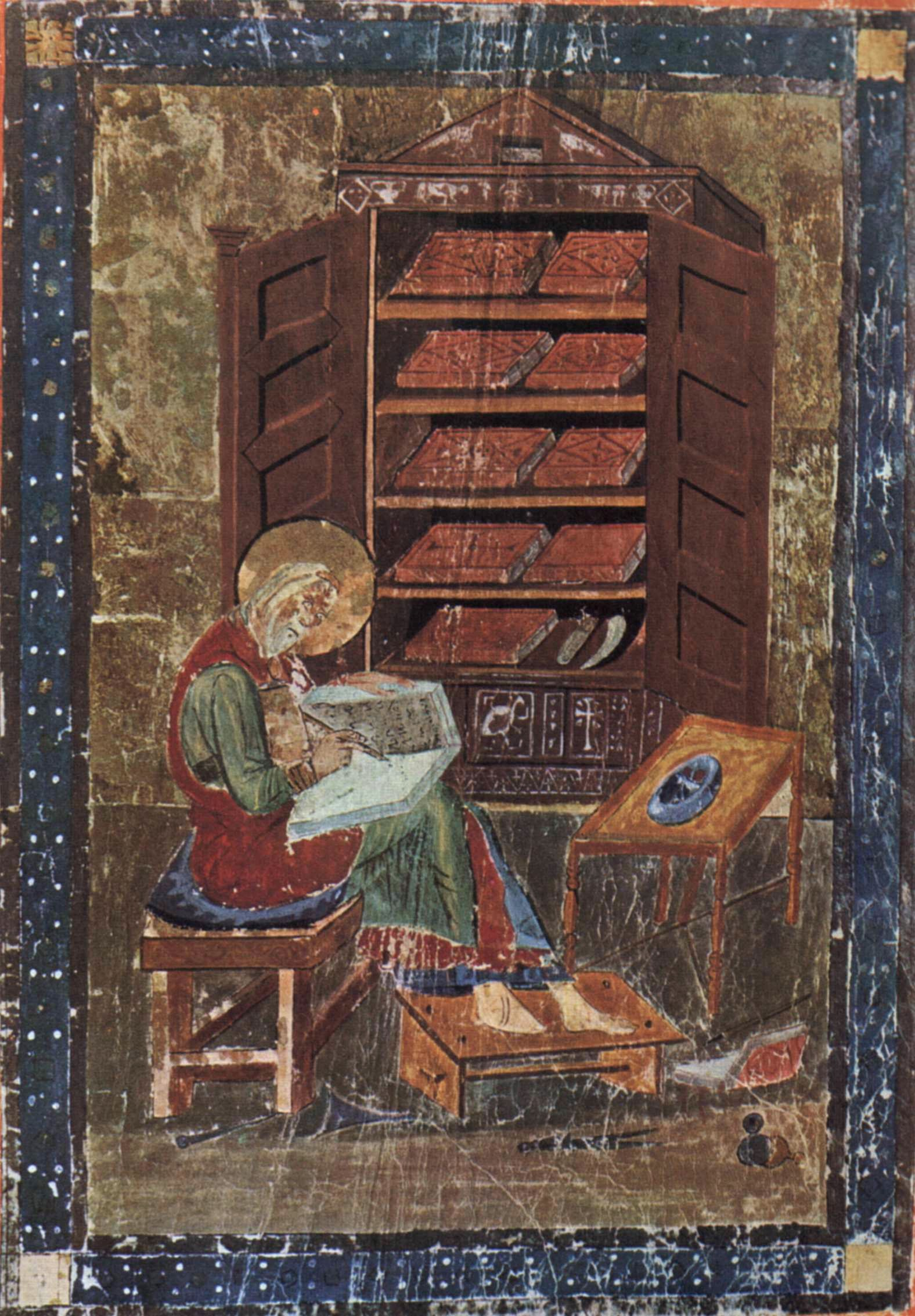
中世纪早期的书柜，包含《阿米亚蒂努斯抄本》（ Codex Amiatinus ，c.700 年）中描绘的约十份抄本。

在西方文化中，冊頁裝逐渐取代了卷轴。从 4 世纪手抄冊获得广泛接受到 8 世纪的卡洛林文艺复兴时期，许多未从卷轴转换为冊子本的作品都丢失了。冊頁裝在几个方面对卷轴进行了改进：它可以水平打开任意页面以便阅读，页面可以在正面和背面（书籍的右页和左页）书写，并且加上耐用的封面进行保护使其更加紧凑且更易于运输。 
古人存储的抄本的书脊朝内，而非总是垂直的。在中世纪时期尚未出现标题的概念时，书脊可以用于开头 (incipit)。尽管大多数早期手抄冊都是由纸莎草制成的，但纸莎草很脆弱，并且只有埃及这一个产地（纸莎草仅生长于埃及）。因此，尽管羊皮纸和牛皮纸的成本更高，但其耐用性还是使其受到了青睐。

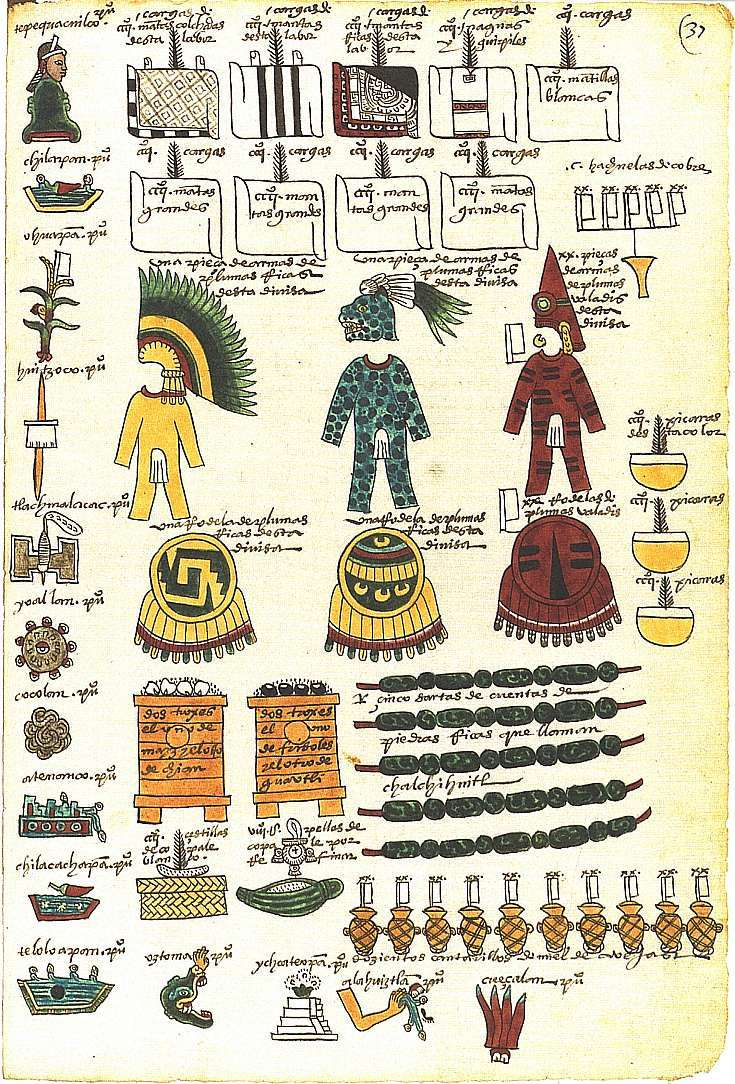
《门多萨手抄本》是 16 世纪初的Aztec手抄本，展示了特定城镇的贡赋义务。

前哥伦布时代的中美洲（墨西哥和中美洲）的抄本与欧洲抄本具有相似的外观，但它们是用无花果树皮（ amatl）或折叠的植物纤维长条制成的，通常在写作之前涂一层白色颜料(whitewash)。新大陆抄本的编写时间晚至 16 世纪（参见玛雅抄本和Aztec抄本）。西班牙征服之前写的那些似乎都是单张长纸折叠成手风琴式的，有时写在无花果树皮amatl纸的两面。有一些重要的抄本是在殖民时代制作的，其中有西班牙语或纳瓦特尔语等土著语言的图画和字母文本。 
在东亚，卷轴保持标准的时间远远长于地中海世界。有一些过渡阶段，例如卷轴折叠成手风琴式并在背面粘贴在一起，以及仅在纸张的一侧印刷的书籍。 这取代了竹简、木简、丝绸和纸卷等中国传统书写媒介。中国冊頁裝的演变始于 9 世纪唐末（618-907 年）的經折裝，并经过宋代（960-1279 年）的蝴蝶装、元朝（1271-1368）的包背装、明朝（1368-1644）和清朝（1644-1912）的線裝，最后在20世纪采用西式装订。在发展最初阶段的手风琴式的折叠棕榈叶书籍，很可能来自印度，通过僧人传教和佛经传入中国。 
犹太教仍然保留着托拉卷轴(Torah scroll)，至少用于仪式用途。 

## 書目
- Diringer, David. . New York: Courier Dover Publications. 1982. ISBN 0-486-24243-9.
- Hurtado, L. W. . Cambridge. 2006.
- Lyons, Martyn. . Los Angeles: J. Paul Getty Museum. 2011. ISBN 978-1-60606-083-4.
- Needham, Joseph; Tsien, Tsuen-Hsuin. . Cambridge University Press. 1985. ISBN 0-521-08690-6.
- Roberts, Colin H.; Skeat, T. C. . London: Oxford University Press. 1983. ISBN 0-19-726024-1.
- Skeat, T.C. . Leiden: E.J. Brill. 2004: 45. ISBN 90-04-13920-6.
- Turner, Eric. . Philadelphia: University of Pennsylvania Press. 1977. ISBN 978-0-8122-7696-1.